# Krčský mlýn
Krčský mlýn je zaniklý vodní mlýn v Praze 4, který stál na Kunratickém potoce mezi rybníkem Labuť a Krčským zámkem v bývalé Horní Krči. Na jeho místě stojí novostavba.

## Historie

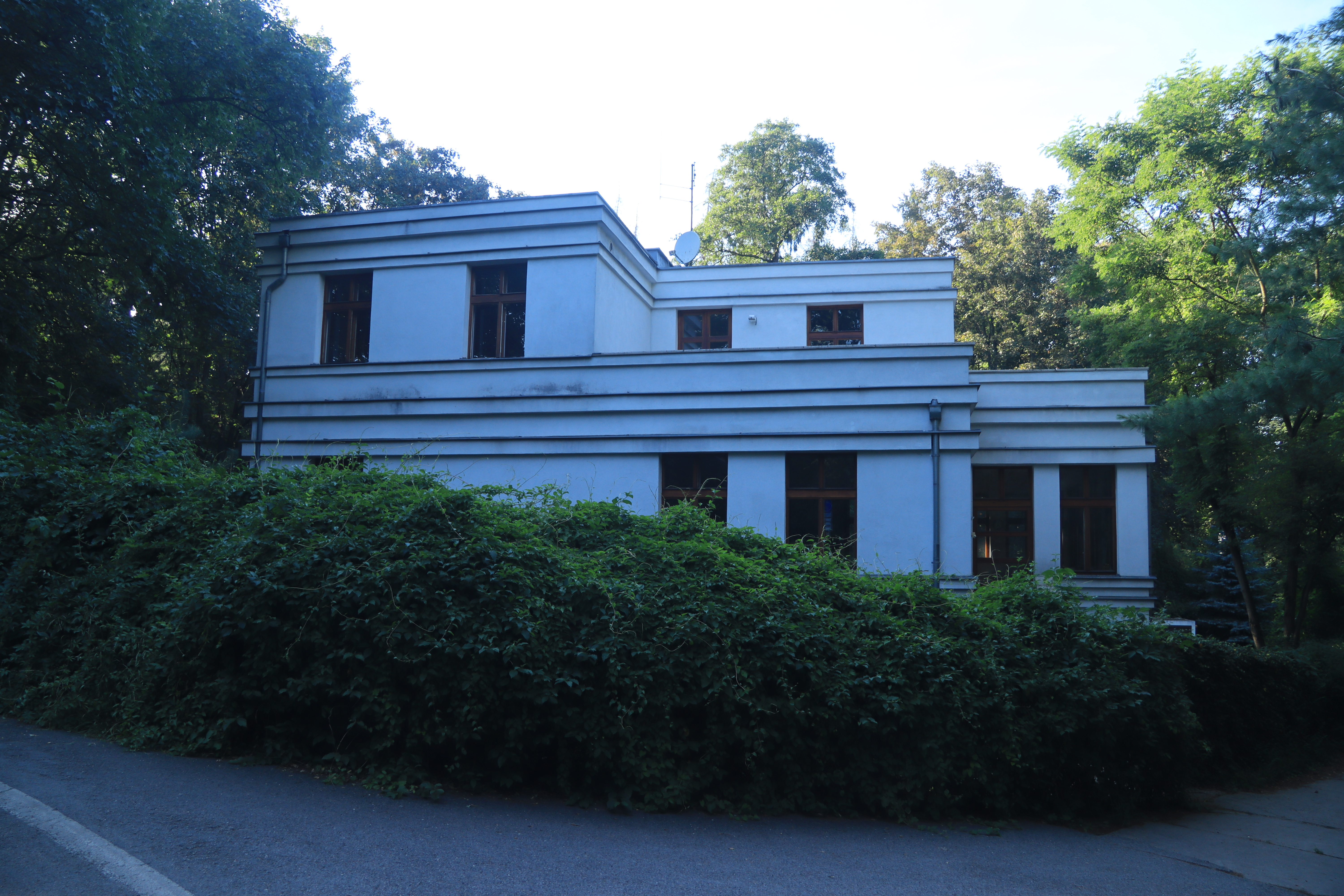
Vila v místech vodního mlýna

Vodní mlýn jako panský mlýn příslušel k velkostatku Horní Krč. V roce 1584 prodal Rudolf II. vrchnostenské právo nad Horní Krčí novoměstským za 2.000 zlatých rýnských a v tomto privilegiu je zmíněna pustá tvrz a pustý dvůr s mlýnem v majetku bartolomějského špitálu. Mlýn byl obnoven až roku 1678.
Ve 2. polovině 19. století jej vlastník přebudoval na výletní restauraci. K roku 1926 je č.p. 22 v Horní Krči uvedeno jako zbořené.
Ve 30. letech 20. století byla na místě bývalého mlýna postavena funkcionalistická vila. V objektu sídlí soukromá mateřská školka.